# NBName
NBName – program komputerowy, który może być wykorzystywany do przeprowadzania ataków typu DoS prowadzących do wyłączenia usług NetBIOS w systemach z rodziny Windows. Napisany został przez Josha Buchbindera, członka organizacji Cult of the Dead Cow (cDc), znanego pod pseudonimem Sir Dystic. Zaprezentował go 29 lipca 2000 roku, podczas 8. konwencji DEF CON w Las Vegas.

Program posiada tekstowy interfejs, dekoduje i dostarcza użytkownikowi nazwy NetBIOS zawarte w pakietach otrzymywanych na porcie UDP 137. Cytując twórcę: "NBName potrafi zablokować całe sieci LAN oraz uniemożliwiać maszynom ponowne przyłączanie się do nich... węzły w sieci NetBIOS zainfekowane przy pomocy narzędzia myślą, że ich nazwy zostały już wykorzystane przez inne maszyny".